# مطار زفيشافان
مطار زفيشافان (بالإنجليزية: Zvishavane Airport)‏ (إيكاو: FVSH)  هو مطار خاص في زفيشافان، زيمبابوي .

## روابط خارجية
- Airport information for مطار زفيشافان at Great Circle Mapper. Source: DAFIF (effective Oct. 2006).